# Johan Anderson (innebandyspelare)
Johan Anderson, född 4 november 1980, är en av Sveriges mest meriterade innebandyspelare. Uppvuxen i Hjälmared i Alingsås kommun och fostrad i Alingsås innebandyklubb värvades han 1999 till Elitseriespel för Jönköpings IK, där han spelade fram till säsongen 2004/2005, varefter han värvades av Storvreta IBK. Inför säsongen 2007/2008 lämnade Andersson Elitserien till förmån för den högsta schweiziska ligan och laget Alligator Malans som han representerade i två år innan han återvände till Jönköpings IK inför säsongen 2009/10 för spel i division I. Redan efter ett halvår tillbaka i Jönköping lånades han i februari 2010 ut till Warberg IC i Svenska superligan.
Andersons yngre bror Mikael spelar också innebandy på elitnivå.
Utöver innebandy spelar Anderson även golf.

## Meriter
1999
- Årets rookie i Elitserien

2000
- Guld i junior-SM

2002
- VM-guld
- Utsedd till VM:s mest värdefulle spelare
- Målrekord i VM
- All-star team, VM
- Utsedd till årets komet i smålandsidrotten
- Utsedd till Årets idrottare i Jönköping

2004
- Målrekord i Elitserien (60 mål på 30 matcher)
- VM-guld
- Utsedd till årets forward av Innebandymagazinet och landets tränare.
- Utsedd till årets spelare av Svenska Innebandyförbundet